# La Graine et le Mulet
La Graine et le Mulet is een Franse film van Abdellatif Kechiche die werd uitgebracht in 2007.
Net zoals Kechiche's vorige film, de tragikomedie L'Esquive (2004), behaalde La Graine et le Mulet vier Césars: de César voor beste film, de César voor beste regisseur en de Césars voor beste jong vrouwelijk talent en voor beste scenario.

## Verhaal
Aan de haven van Sète. Slimane Beiji is een getaande prille zestiger van maghrebijnse afkomst die als arbeider op een scheepswerf werkt. Hij leeft gescheiden van zijn vrouw en kinderen en heeft een relatie met een pension- en baruitbaatster bij wie hij een kamer betrekt. Met de jaren is hij niet alleen gelatener maar ook trager geworden en valt de arbeid hem lastiger. 
Op een dag stelt zijn baas hem voor de keuze: ofwel deeltijds werken ofwel ontslag met vergoeding. Hij kiest voor het laatste want hij koestert nog één grote droom: een restaurant uitbaten. Hij kan een oude boot op de kop tikken en wil er een bootrestaurant in onderbrengen. Met de hulp van Rym, de doortastende en initiatiefrijke dochter van zijn vriendin, probeert hij zich een weg te banen door de administratieve mallemolen van banken, verzekeringen en vergunningen. Ook zijn ex-vrouw en al zijn kinderen bundelen, met vallen en opstaan, hun krachten om zijn droom te verwezenlijken. 

## Rolverdeling
- Habib Boufares: Slimane Beiji
- Hafsia Herzi: Rym
- Hatika Karaoui: Latifa, de moeder van Rym en de vriendin van Slimane
- Bouraouïa Marzouk: Souad, de ex-vrouw van Slimane
- Sami Zitouni: Majid, de oudste zoon van Slimane en Souad
- Mohamed Benabdeslem : Riadh, de jongste zoon van Slimane en Souad
- Faridah Benkhetache: Karima, dochter van Slimane en Souad
- Sabrina Ouazani: Olfa, dochter van Slimane en Souad
- Alice Houri: Julia, de vrouw van Majid
- Cyril Favre: Sergei, de broer van Julia
- Abdelhamid Aktouche: Hamid, muziekspeler en trouwe klant van Latifa's bar
- Henri Cohen: meneer Dorner, de adjunct van de burgemeester
- Violaine de Carné: Madeleine, mevrouw Dorner, de minnares van Majid
- Jeanne Corporon : de bankierster